# Operazione Babilonia
L'operazione Babilonia (a volte chiamata: operazione Opera, in ebraico: מבצע אופרה, Mivtza Opera ) del 7 giugno 1981 fu un attacco aereo a sorpresa da parte di Israele che distrusse il reattore nucleare iracheno di Osiraq (in iracheno: Tammuz 1), già danneggiato dall'aviazione militare iraniana l'anno precedente, nel corso della guerra Iran-Iraq.
Alla fine del 1970, l'Iraq acquistò un reattore nucleare di classe "Osiride" (Osirak) dalla Francia. I servizi segreti israeliani sospettarono che si trattasse dell'inizio di un programma militare iracheno per lo sviluppo di armi nucleari. L' intelligence israeliana ritenne inoltre che l'estate del 1981 fosse l'ultima occasione per distruggere il reattore prima che fosse carico di combustibile nucleare. Il 7 giugno 1981, un gruppo di aerei da combattimento F-16A israeliani, con una scorta di F-15A, bombardarono il reattore di Osiraq danneggiandolo pesantemente. L'attacco avvenne circa tre settimane prima delle elezioni per la Knesset.

## Pianificazione dell'operazione
La distanza tra le basi militari israeliane ed il sito del reattore era notevole, oltre 1600 chilometri, il che significava che i caccia  impegnati nell'operazione non avrebbero avuto alcuna possibilità di un facile rifornimento. Inoltre, l' intelligence israeliana non era in grado di garantire accurate informazioni sullo stato delle difese antiaeree irachene.
Dopo molte discussioni i militari israeliani conclusero che uno squadrone di F-16A con grandi serbatoi di carburante e pesantemente armati, accompgnati da un gruppo di F-15A di copertura aerea e sostegno per il combattimento, avrebbe potuto eseguire l'attacco per distruggere il sito del reattore, senza dover fare rifornimenti. 
L'aeronautica militare  israeliana decise di distruggere il reattore prima che questo fosse caricato con combustibile nucleare, al fine di minimizzare gli effetti radioattivi, derivanti dalla distruzione del reattore, sulla popolazione civile. I caccia sarebbero partiti dalla base aerea di Etzion nel Sinai egiziano, all'epoca dei fatti ancora sotto occupazione israeliana in seguito alla guerra dei sei giorni.

## L'attacco

Le fasi dell'attacco israeliano.

Il gruppo dell'aviazione israeliana era composto da 8 F-16A, i velivoli 107, 113, 118, 129, del "117 Squadron" e dal 239, 240, 243 e 249 del "110 Squadron", ciascuno con due bombe a esplosione ritardata del tipo Mark-84 da 2 000 libbre e serbatoi di carburante esterni. Inoltre un gruppo di sei F-15A fu assegnato come sostegno all'operazione dei caccia F-16A. I piloti dei caccia F-16A erano Ze'ev Raz, Amos Yadlin, Dobbi Yaffe, Hagai Katz, Amir Nachumi, Iftach Spector, Relik Shafir, e Ilan Ramon. Ramon, che in seguito sarebbe diventato il primo astronauta israeliano e che perì il 1º febbraio 2003 nel disastro dello Space Shuttle Columbia, al momento dell'attacco era il più giovane dei partecipanti a due settimane di distanza dal suo 27º compleanno.
Il 7 giugno 1981 alle 12:55 GMT ebbe inizio l'operazione. I caccia decollarono dalla base aerea di Etzion, volando a 800 metri dal suolo nello spazio aereo tra la Giordania e l'Arabia Saudita.
Dopo 1 000 chilometri, l'operazione incontrò un intoppo nei serbatoi esterni di carburante degli F-16A. Gli aerei erano stati caricati pesantemente con serbatoi di carburante esterni (due subalari di 1 400 litri e uno montato sotto da 1 100 litri) che si erano esauriti, mentre erano ancora in viaggio verso la centrale di Osiraq. Questi serbatoi furono sganciati nel deserto saudita, prima di raggiungere il bersaglio.
Dopo aver raggiunto lo spazio aereo iracheno lo squadrone si divise, quattro degli F15 di scorta si dispersero nello spazio aereo iracheno come diversivo mentre i due rimanenti F-15 continuarono a scortare lo squadrone di F-16. Lo squadrone d'attacco scese a 30 metri sopra il deserto iracheno, nel tentativo di eludere il radar delle difese irachene.
Alle 14:35 (GMT), a 20 km dalla struttura del reattore di Osiraq, la formazione di F-16 salì a 2 100 metri virando di 35 gradi a 1 100 km orari, puntando sulla centrale nucleare. A 1 100 metri, gli F-16 iniziarono a sganciare le bombe Mark 84 a coppie, a intervalli di 5 secondi. Secondo la relazione di Israele, tutte le sedici bombe colpirono la struttura del reattore, anche se due non esplosero. Quando la difesa antiaerea irachena aprì il fuoco i caccia salirono ad una altitudine di 12 200 metri e tornarono in Israele. Inoltre secondo la relazione di Israele le difese irachene furono prese alla sprovvista e furono lente a reagire. Nessun aereo israeliano fu danneggiato dall'antiaerea a difesa della centrale nucleare di Osiraq. Nell'attacco rimasero uccisi dieci soldati iracheni e uno scienziato francese.

## Conseguenze
L'Assemblea generale dell'ONU condannò Israele con la risoluzione n. 36/27 del 13 novembre 1981 descrivendo il bombardamento come un atto di aggressione premeditato e senza precedenti, e chiedendo a Israele di pagare un rapido e adeguato indennizzo per i danni e le perdite di vite umane che aveva causato. La risoluzione ha inoltre fortemente ammonito Israele di astenersi dal continuare con simili operazioni in futuro.